# Lukáš Latinák
Lukáš Latinák (* 28. února 1977 Brezno) je slovenský herec a bavič.

## Život
Své dětství prožil v Hriňové. Vyučil se sklářem, potom vystudoval herectví na VŠMU. Je členem hereckého souboru divadla Astorka Korzo '90. Hostuje i v SND. Zahrál si několik hlavních a vedlejších epizodních postav v českých a slovenských filmech.
Do povědomí širší slovenské veřejnosti se Lukáš Latinák spolu s hercem Ľubošem Kostelným dostal díky působení v reklamních spotech na jeden bankovní subjekt a ztvárněním seriálových postav v TV JOJ, hlavně postavou Karola Hůrky v seriálu Profesionáli. V březnu 2009 se herci Lukáš Latinák a Róbert Jakab objevili jako hlavní protagonisti nového seriálu TV JOJ s názvem Rádio Hijó.

## Filmografie

### Film
- 2000 – Zabíjačka
- 2000 – Krajinka
- 2002 – Kruté radosti
- 2002 – Děvčátko
- 2007 – Návrat bocianov
- 2007 – Muzika
- 2008 – Nebo, peklo… zem
- 2010 – Pouta
- 2010 – Občanský průkaz
- 2010 – Lietajúci Cyprián
- 2011 – Nesmrtelní
- 2012 – Tady hlídám já
- 2014 – Díra u Hanušovic
- 2014 – Hodinový manžel

### Televize
- 2001 – Pod hladinou (TV film)
- 2002 – Útek do Budína (pětidílný TV film)
- 2008 – Profesionálové  (TV seriál)
- 2008 – Panelák (TV seriál)
- 2009 – Ordinácia v ružovej záhrade (TV seriál)
- 2009 – Rádio Hijó (internetový seriál)
- 2009 – Partička (improvizační show)
- 2009 – Keby bolo keby
- 2009 – Ve jménu zákona
- 2015 – Doktor Martin (TV seriál)
- 2018 – Milenky (TV seriál)